# Pelfort de Rabastens
Pelfort I de Rabastens fou el senyor més important de Rabastens i cavaller.
Fill de Pere Raimon I de Rabastens
Casat amb Oliva de Foix, filla d'Esclarmonda de Foix
Primera documentació escrita del patronímic Pelfort. El 1211 es posa sota la protecció del comte Ramon VI de Tolosa i participa en totes les accions militars, especialment al setge de Tolosa pels croats contra els càtars el 1211 i 1219 i a la batalla de Muret; és un dels senyors occitans que surt a la Cançó de la Croada de Guillem de Tudela quan es parla d'ell com "le sage, l'avenant et l'adroit". Va ser el constructor del Castell de Mézens per defensar-se de Simó de Montfort.
El seu escut d'armes, coincideix curiosament amb el d'Escòcia, a partir del contemporani Guillem I d'Escòcia Als "Cahiers de Bernard Caux" de la Biblioteca Nacional de Paris, inquisidor, surt citat com a càtar molt important junt amb la seva dona Oliva i la sogra Esclarmonda de Foix.
El seu germà, Raimon de Rabastens, era el bisbe de Tolosa al començar la Croada Albigesa.
Inclòs a la llista dels faidits, és a dir noblesa occitana-catalana declarada com heretge càtar. Després dels inicis de la croada, com tots els proscrits, va haver de fugir amb el saqueig de les seves terres i persecució, alguns a la Llombardia contrària al Papa, d'altres travessant els Pirineus simulant tractar-se de catòlics amagats pels comtes catalans, companys d'armes i amb qui els unien forts llaços familiars. Pelfort surt referenciat a la conquesta de Mallorca el 1229 acompanyant Jaume I el Conqueridor i per edat només pot ser ell.